# Boční palba

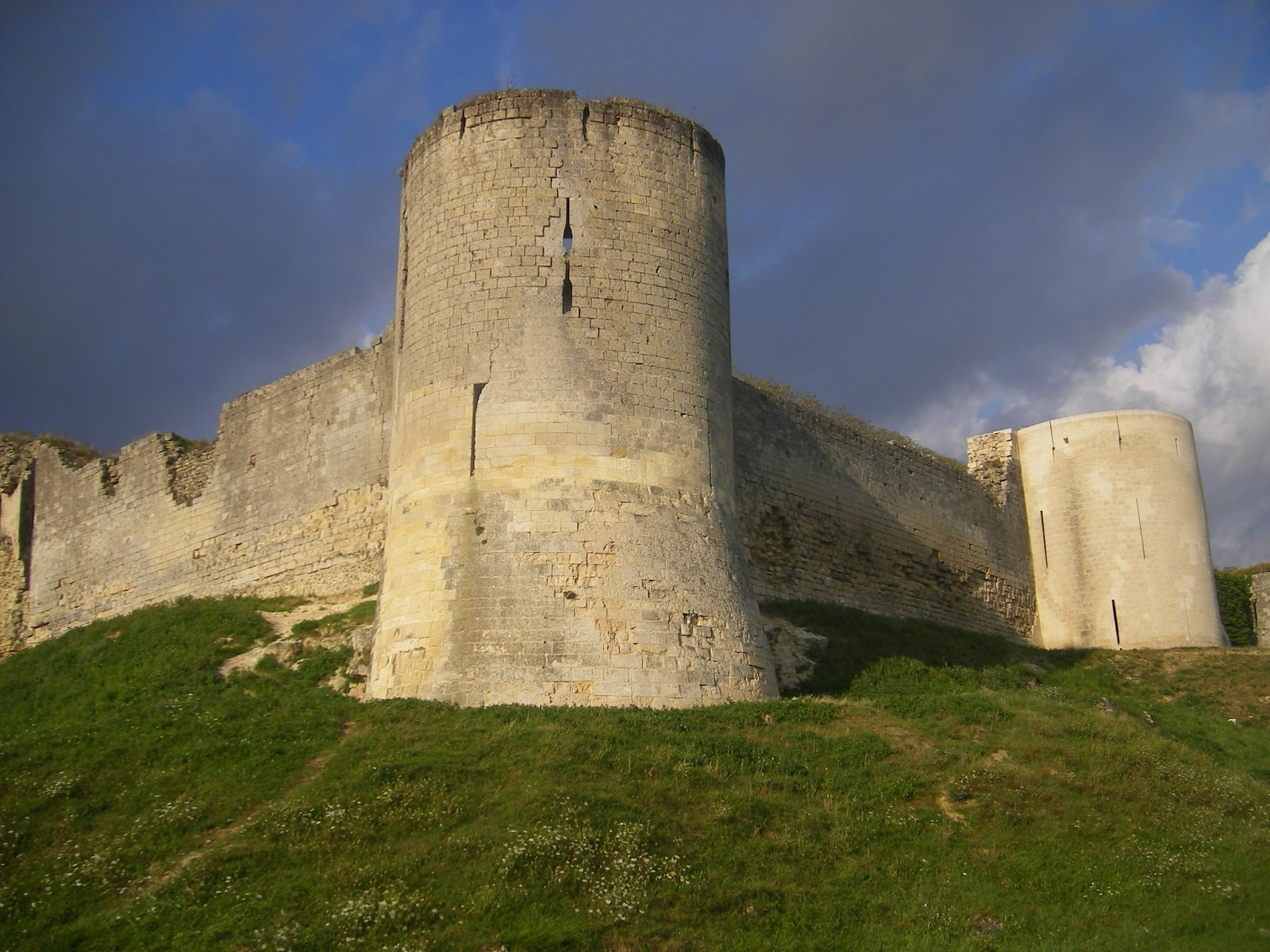
Flankovací věže ve středověku (zde hrad Coucy) umožňovaly boční střelbu na útočníky v blízkosti hradební zdi

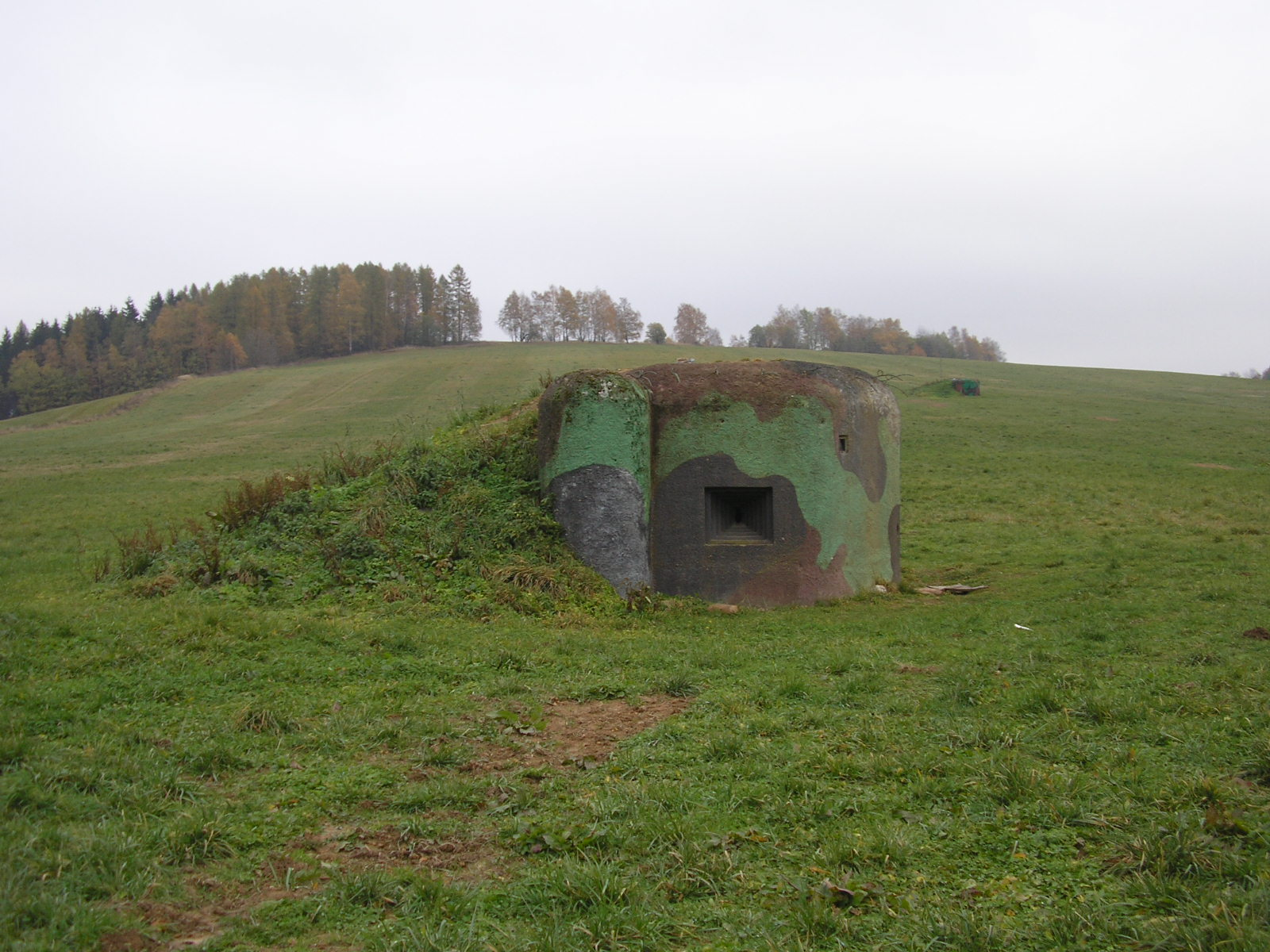
Řopíky u pevnosti Hůrka chránící se vzájemně boční palbou

Boční palba, neboli flankování, je způsob obranné palby z opevněných stanovišť, která je vedena kolmo nebo šikmo na směr postupu nepřítele. Využívá tak prostého faktu, že nepřátelské síly (ať už se jedná o celou armádu, nebo jednotlivé vojáky či vozidlo) bývají nejčastěji ohroženy zepředu, a jsou proto zepředu nejlépe chráněny, zatímco ochrana boků je relativně slabá. Současně bývá střelecká pozice obránce lépe chráněna před přímou palbou útočníka, protože většina jeho palebných prostředků logicky směřuje také kupředu ve směru postupu.
Boční palby je též možno využít ke střelbě do jinak nepokrytých, tzv. hluchých prostor podél obrany a v těsné blízkosti obranných postavení. Za tímto účelem se již od starověku využívalo vysunutých a předsunutých palebných stanovišť; ve středověké fortifikaci například tzv. flankovacích věží. Velkého rozmachu a uplatnění dosáhla tato taktika s rozvojem palných zbraní v raném a vrcholném novověku, při projektování a stavbě tzv. bastionových opevnění, sestávajících ze soustavy bastionů, což byla před vlastní hradbu předsunutá opevněná stanoviště, na kterých byla soustředěna palebná síla k šikmé a boční palbě na nepřítele.
K hojné výstavbě vojenských objektů využívajících boční palbu došlo také v Československu před druhou světovou válkou v případě těžkého opevnění a lehkého opevnění vzor 37, která jsou postavena na principu ochrany sousedů boční palbou, zatímco ve směru čelem k nepříteli se spoléhají na pasivní ochranu.
Obrana založená pouze na boční palbě má svoji nevýhodu v tom, že je nutno vyčkat, až se útočník přesune do palebného vějíře. Proto je vhodné prvky boční a přímé palby kombinovat.